# Perla de Acapulco
Perla de Acapulco es una localidad del estado mexicano de Chiapas. Es parte del municipio de Ocosingo.

## Demografía
| Gráfica de evolución demográfica |
|                                  |

| Censo | Población |
| ----- | --------- |
| 1970  | 316       |
| 1980  | 343       |
| 1990  | 832       |
| 2000  | 800       |
| 2010  | 1 527     |
| 2020  | 1 818     |